# 丽庆雀麦
丽庆雀麦（学名：Bromus rechingeri）为禾本科雀麦属下的一个种。

## 扩展阅读
- 維基物種上的相關：丽庆雀麦